# Горин, Бернард Хаимович
Бернард Хаимович Горин (англ. Bernard Gorin, при рождении — Исаак Хаимович Гойдо; 13 апреля 1868, Лида Виленской губернии — 13 апреля 1925, Нью-Йорк) — еврейский прозаик, драматург, переводчик, журналист, историк еврейского театра.

## Биография
Родился 13 апреля 1868 года в Лиде Виленской губернии. Получил традиционное еврейское образование.
В 16 лет приехал в Вильно, где в сентябре 1893 открыл собственный издательский дом.
В 1894 эмигрировал в США. В социалистических «Абендблат» и «Арбейтер цайтунг» он помещал под псевдонимом «Б.Горин» по 2—3 оригинальных рассказа в неделю. В журнале «Цукунфт» в ряде статей знакомил читателей с современным положением еврейской литературы и её новейшими течениями. Перевел значительную часть рассказов А. П. Чехова и Мопассана, романы Ч.Диккенса, Золя, М.Горького, Л. Н. Толстого, О.Бальзака.В 1910 вышел его ром. «Шифра». Горин выступал и в качестве драматурга — 4-актная пьеса «Дер вильнер белебесл» и «Спиноза» . Одна из лучших пьес — комедия «Ин йедн гойз» («В каждом доме»), была поставлена на сцене «Кунст-театра» Мориса Шварца. Редактировал ряд изданий на идише: в 1895 еженедельник. «Стаат цайтунг» в Филадельфии, в следующем году — «Джуиш Амеиканер Фолксбиблиотек», в 1898 — ежемесячник «Дер найер гейст», а в 1901—1903 — «Театер Журнал».

В 1918 Горин взял на себя задачу написания первой всеобъемлющей истории еврейского театра. Полученная трёхтомная монография была озаглавлена «История еврейского театра — две тысячи лет театра у евреев». Его работа содержит ценный материал о эпохе А.Гольдфадена на основе обсуждений Горина с актёрами еврейского театра, с которыми он был знаком в Нью-Йорке.